# Aparcería
El contrato de aparcería (del latín apartiarius, «a partes», «a la parte») es aquel contrato de tipo asociativo por el cual el propietario (cedente aparcero, arrendatario o enfiteuta) de una finca rústica encarga a una persona física (cesionario aparcero o simplemente aparcero) la explotación agrícola de dicha finca a cambio de un porcentaje en los resultados. Habitualmente trae anexo un derecho de habitación a favor del aparcero sobre un inmueble sito en la finca.  
Una acepción de la aparcería muy común en Cataluña es la masoveria. Basándose en dicho derecho de habitación o en la cesión de uso, a lo largo de los últimos años se han desarrollado diversos proyectos de aparcería en territorio urbano, principalmente también en Cataluña, dando lugar al uso del concepto de «masoveria urbana». Estas relaciones de aparcería suelen basarse en la remodelación o mantenimiento de la vivienda a cambio de la posibilidad de habitarla durante un período de tiempo acordado.

## Historia
Históricamente esta figura se ha utilizado más en aquellos territorios en los que la explotación agrícola directa era menos rentable. Mediante la aparcería, por tanto, el latifundista se ha asegurado el máximo rendimiento posible de sus posesiones mediante la atomización de la unidad de explotación, y sobre todo mediante el riesgo compartido con un explotador directo absolutamente dependiente de la rentabilidad de dicha explotación. Antiguamente era habitual que el aparcero le pagase al propietario de la tierra la mitad de su producción, si bien también podía realizarse dicho contrato con base en el mantenimiento o remodelación de la finca. 
Se ha podido ver este tipo de contratos en la historia económica europea (Grecia, Italia, Rusia, España y otros países) y luego americana (Argentina, Paraguay y otros países).

## Regulación
Este tipo de contrato ha sobrevivido en varios países:

### Legislación española
Según la legislación española, el contrato debe constar por escrito. Sin embargo, según la jurisprudencia dicho requisito no obsta su validez, y dado que es una institución jurídica de arraigo tradicional, su formalización verbal suele darse. 
Puede decirse que cada región española tiene una especie concreta de convenio siendo probablemente la más mentada la masoveria del campo catalán. En Cataluña la masovería está contemplada en la ley 18/2007, del 28 de diciembre, del derecho a la vivienda, y el art.74 considera la masovería urbana un régimen de vivienda destinado a fines sociales.
La Ley 49/2003, de 26 de noviembre, de arrendamientos rústicos es la encargada de regir este tipo de contratos:
Por el contrato de aparcería, el titular de una finca o de una explotación cede temporalmente su uso y disfrute o el de alguno de sus aprovechamientos, así como el de los elementos de la explotación, ganado, maquinaria o capital circulante, conviniendo con el cesionario aparcero en repartirse los productos por partes alícuotas en proporción a sus respectivas aportaciones.

### Argentina
En Argentina: Ley 13246/1948, modificada por ley 22298/1980, de arrendamientos y aparcerías rurales.

### Uruguay
En Uruguay: Código Rural (Capítulo XIV: Aparcería), Decreto-Ley 14.384 (Arrendamientos Rurales) y Ley 16.223 (Predios Rurales).

### México
En México: Código Civil Federal, dentro de su Título Decimoprimero "De Las Asociaciones y Las Sociedades", Capítulo VII "De La Aparcería Rural", artículos 2739 al 2763.

### Colombia
En Colombia: Ley 6 de 1975: Norma sobre contratos de aparcería y sus formas. Artículo 1:  "La Aparcería es un contrato mediante el cual una parte que se denomina propietario acuerda con otra que se llama aparcero, explotar en mutua colaboración un fundo rural o una porción de éste con el fin de repartirse entre si los frutos o utilidades que resulten de la explotación".
No existe la figura de Aparcería Urbana como alternativa de vivienda. 